# Cetatea Jdioarei
Cetatea Jdioarei este un sit arheologic aflat pe teritoriul satului Jdioara, comuna Criciova. În Repertoriul Arheologic Național, monumentul apare cu codul 156570.01.01.